# Nathalie Simard
Pour les articles homonymes, voir Simard.
Nathalie Simard est une chanteuse québécoise, née à l'Île d'Orléans le 7 juillet 1969. Elle est la sœur cadette du chanteur René Simard.

## Biographie

### Jeunesse
La carrière artistique de Nathalie Simard commence au printemps 1979 lorsque le gérant et producteur de René, Guy Cloutier, lui demande d'enregistrer la chanson Tous les enfants du monde en duo avec son frère. Le disque sort en septembre et obtient un succès immédiat. À la fin de l'année, elle enregistre un album de Noël et, dès le début de l'année suivante, elle est consacrée enfant vedette, confirmée par la sortie d'un second album, Nathalie chante pour ses amis. Lors de l'été 1980, elle fait une première tournée avec son frère. Ils chantent entre autres à la Place des Arts et au Grand Théâtre de Québec.
La même année, sort un troisième album, Nathalie Simard, dans lequel elle chante Je n'aurais jamais dû partir en duo avec Paolo Noël. Le disque se vend à 30 000 exemplaires. Dès lors, les succès ne se démentent plus : Goldorak, La danse des canards, C'est mon idole Michael Jackson, Mes amis les câlinours. Avec ces chansons et d'autres, Nathalie Simard devient rapidement l'idole des enfants. En 1981, l'album La rentrée se vend à 75 000 exemplaires en trois semaines. En 1982, La danse des canards se vend à 200 000 exemplaires. Sur ce même disque, elle chante Ouvre-moi la porte avec Christine Lamer.
La même année, on lance une collection de vêtements portant son nom. À l'automne 1982, Nathalie Simard chante l'hymne national canadien en compagnie des Petits Chanteurs de Granby au Stade olympique à l'occasion d'un match des Expos. En décembre 1982, un spectacle est organisé à la Place des Arts où elle chante avec son frère René. On en tire un album double, René et Nathalie en concert, sorti l'année suivante.
En 1983, son imprésario la présente au Japon où elle est bien reçue. Elle y enregistre un album 45-tours incluant 2 chansons en japonais. Le 2 novembre 1984, La Presse annonce qu'elle a vendu 1 million de disques depuis quatre ans. Le fan-club atteint alors 50 000 membres.
De 1985 à 1988, entrée dans l'adolescence, elle tient la vedette dans la série télévisée Le Village de Nathalie, première émission  québécoise pour enfants à être produite par un réseau privé (TVA) qui attire 800 000 spectateurs dès la première année. Trois albums intitulés Le Village de Nathalie sortent au cours de ces années dans lesquels elle interprète des chansons composées par Jacques Michel et Ève Déziel. Elle participe avec son frère René et de nombreux autres artistes québécois à la Fondation Québec-Afrique en chantant dans le projet collectif « Les Yeux de la faim » en 1985.

### Changement de style
En 1988, elle et son frère René adoptent un nouveau style et un nouveau look. Leur gérant fait appel au réalisateur et compositeur français Romano Musumarra. Celui-ci leur compose leurs nouvelles chansons et leur fait enregistrer à Paris un album en duo, comprenant entre autres Tout si tu m'aimes, Prends soin de toi et surtout Tourne la page. Le disque, René et Nathalie, obtient un très grand succès au Québec. Nathalie y interprète en solo Jeu d'impatience et Lui.
En 1989, dans le vidéoclip Lui, on la voit habillée très sexy, en robe mauve très courte, danser et flirter avec un danseur semi-professionnel de Toronto, Louis Drapeau. Elle s'éloigne ainsi de plus en plus du style « Village de Nathalie ».
Faisant suite à un rôle de comédienne dans Le Village de Nathalie, elle anime avec Caboche, l'un des personnages du Village de Nathalie interprété par Serge Thibodeau, une émission pour enfants : Les Mini-Stars de Nathalie pendant deux saisons, de 1988 à 1990. À chaque semaine, il y a un thème différent que les deux animateurs élaborent. Nathalie interprète ensuite une chanson. Dans la dernière partie de l'émission, des enfants interprètent par « lypsink » des chansons qu'ils ont eux-mêmes choisis. Lors de la dernière saison, en 1989-1990, la jeune Véronique Cloutier se joint aux autres animateurs pour raconter une histoire.
À la même époque, elle joue épisodiquement dans le téléroman Épopée rock.
À la fin de 1988, Nathalie Simard est une des vedettes du spectacle des Ice Capades, présenté au Forum de Montréal.
En 1990, elle renoue avec Romano Musumarra qui la fait revenir au studio Marcadet à Paris où elle enregistre l'album Au maximum. Son style street dance plaît beaucoup à ses fans et elle réussit à vendre 70 000 copies. Ses principaux succès sont À ton départ et Reste ami. Dans le même album, Claude Dubois lui offre une de ses compositions, Avouer la femme, qui raconte un peu son histoire.
S'ensuit une tournée de deux ans qui se termine au Théâtre Saint-Denis en octobre 1992. Son imprésario lui annonce alors qu'il est temps pour elle de prendre une année sabbatique.
Au début de 1994, Nathalie Simard et son époux, Alain Decelles, sont reconnus coupables d'avoir tenté de frauder une compagnie d'assurances. L'image de la chanteuse s'en ressent beaucoup. Afin de tirer un trait sur cet événement, elle sort un nouvel album, Parole de femme, à l'automne. Les critiques des médias sont excellentes. Selon sa biographie, le nombre de ventes de cet album reste totalement inconnu.
En 1995, Denise Filiatrault lui offre un rôle de soutien dans la comédie musicale Demain matin, Montréal m'attend, qu'elle est en train de monter, elle y joue le rôle d'une prostituée nommée Cream. La même année, elle joue quatre ou cinq petits rôles aux côtés de René Simard et Judith Bérard dans la pièce Jeanne la Pucelle. En 1999, elle obtient le rôle principal dans une reprise de Demain matin, Montréal m'attend, toujours réalisé par Denise Filiatrault. En 2001, elle joue dans un théâtre d'été à Eastman dans la revue musicale Qu'est-ce qu'on attend pour être heureux? 
Entretemps, sa carrière discographique se ralentit sérieusement. En 1996, à la suite du déluge du Saguenay, elle sort la chanson Mon village qu'elle interprète avec deux de ses frères. En 1997, sort la compilation Une femme, un enfant.
En 1999-2000, elle anime pourtant une émission de télévision au réseau TVA. Il s'agit de Décibel, une émission de variétés dans laquelle des chanteurs venus du public interprètent des chansons à leur manière.

### Affaire Guy Cloutier
En 2004, son ex-impresario Guy Cloutier est accusé d'agressions sexuelles répétées sur une enfant de onze ans dans les années 1980. Une ordonnance de non-publication empêche les médias de nommer le nom de la plaignante. En novembre, devant un solide dossier d'accusation, Cloutier plaide coupable et écope de 42 mois de prison.
En mai 2005, Nathalie Simard fait lever l'ordonnance de non-publication. Ce dont tout le monde se doutait est révélé au grand jour : elle est bien la victime de Guy Cloutier. Le 25 mai, lors d'une émission spéciale animée par Paul Arcand, elle raconte le calvaire qu'elle a vécu durant ses années de vedettariat, puis annonce son intention de mettre sur pied une fondation qui visera à aider les victimes de pédophilie. « Je veux faire des conférences, dit-elle, aller voir les enfants dans les écoles, parler aux parents, sensibiliser les gens à cet énorme problème qui détruit nos enfants ».
En septembre 2005, elle présente en conférence de presse la Fondation Nathalie Simard et les personnes devant composer son conseil d'administration. Parmi elles, se trouvent son frère Martin, Julie Snyder et Paul Arcand. Quelques mois plus tard, elle entame une série de conférences dans les écoles du Québec.

### Nouvelle carrière
Nathalie Simard n'abandonne pas tout à fait sa carrière artistique. À l'automne 2005, elle enregistre la chanson La vie me tue, une composition de Claude Dubois, qui sert de chanson-thème au film documentaire Les voleurs d'enfance, réalisé par Paul Arcand et produit par Denise Robert. Elle participe également à une série de spectacles avec Star Académie 2005. Denise Filiatrault lui donne un rôle dans la série télévisée Le petit monde de Laura Cadieux. En novembre 2007, elle présente un nouvel album Il y avait un jardin, qui, en mars 2008, atteint le cap des 50 000 exemplaires vendus. Cela ne l'empêche pas de s'occuper de la Présidence de sa Fondation. Elle prépare également une série de spectacles et remonte sur scène dès février 2008.
Le 3 avril 2008, Nathalie Simard fait savoir qu'elle annule tous ses concerts, à l'exception d'un où elle fera ses adieux à la scène, disant vouloir favoriser un mode de vie plus authentique, plus vrai et plus humain. Finalement, le 19 avril, elle donne son dernier spectacle au Théâtre Saint-Denis à Montréal.
Le 25 avril 2008, les médias annoncent qu'elle ferme la fondation qui porte son nom. La fondation soutenait les victimes d'abus sexuels. Selon les médias, Nathalie aurait été vraiment déçue du fait que les ventes de son dernier album ainsi que la vente des billets de son dernier spectacle soient décevants. Nathalie vend sa maison évaluée à 300 000 $, liquide tous ses biens dans un encan public et décide de s'exiler à Punta Cana, en République dominicaine. C'est dans ce pays qu'elle épouse son conjoint, Lévis Guay. Ils reviennent cependant vivre au Québec quelques mois plus tard. Nathalie doit alors faire face à deux poursuites : celle d'un premier ex-conjoint pour 60 000 $ et celle d'un autre ex-conjoint pour 40 000 $. De plus, le 29 avril 2008, la productrice de sa tournée la poursuit pour 2,3 millions$ pour avoir arrêté sa série de spectacles. Ces poursuites n'aboutiront pas. Le 18 juin 2010, la Cour d'appel du Québec rejette la poursuite de la productrice Audrey Sergerie, qui était l'ancienne conjointe de l'époux de la chanteuse, et Nathalie Simard est lavée de toute accusation de fraude.

### Lancement en affaires
Le 10 août 2009, elle annonce qu'elle reprend sa carrière artistique et fait une tournée de promotion pour une édition DVD du Village de Nathalie.
Le 6 octobre 2009, c'est la sortie officielle, en magasin, du premier coffret DVD de l'émission Le Village de Nathalie. Sur ce premier, une sélection de 24 émissions ont été sélectionnées et restaurées pour l'occasion. Un deuxième coffret est sorti au cours de l'année 2010.
En 2011, elle opère une boutique de vêtements féminins en compagnie de sa fille Ève. Le commerce ferme ses portes environ six mois plus tard. Un disque de Noël qu'elle a co-produit avec son frère Régis est exclusivement mis en vente dans sa boutique. Par la suite, Nathalie devient propriétaire, avec son mari Lévis Guay, du Grand Marché de Wickham qui ouvre le 29 novembre 2012 et qui accueille plus de 400 marchands. Le lieu comprend une salle de spectacle où Nathalie, sa fille Ève ainsi que son frère Régis se produisent régulièrement. C'est en février 2013 qu'elle et son mari vendent leur part de l'entreprise.
En 2014, elle fait l'acquisition d'une cabane à sucre située à Saint-Mathieu-du-Parc, en Mauricie où elle compte produire, en plus des activités de sucrerie, des spectacles intimistes et offre la salle en location pour des mariages. Après de multiples rénovations et l'ajout d'une scène, La cabane chez Nathalie ouvre officiellement ses portes le 14 février 2015. Le succès est au rendez-vous. Nathalie se produit sur scène régulièrement et certains artistes, dont : Étienne Drapeau, Marjo et Patrick Norman, entre autres, sont allés y donner un spectacle.
Un livre intitulé Les Chemins de ma liberté, paraît aux Éditions Les Intouchables en mars 2015. Nathalie Simard y raconte ce qu'elle a vécu depuis les dix dernières années où elle a fait les manchettes plus souvent qu'à son tour. En écrivant son récit, elle entend remettre les pendules à l'heure sur ce qui s'est vraiment passé.
Pour la première fois en presque trente ans, à la demande de son frère René, le frère et la sœur sont réunis sur scène. En effet, c'est en mai 2016, lors d'un spectacle donné à Trois-Rivières dans le cadre de la tournée Nouveau rêve que présente René Simard à travers la province, que Nathalie rejoint son frère, le temps de chanter en duo leur succès de 1987, intitulé Tourne la page. C'est ainsi que Nathalie va rejoindre son frère sur scène à plusieurs reprises lors de cette série de spectacles qui va s'échelonner jusqu'en avril 2018.
Le 14 mars 2018, après près de trois ans de confrontations avec la municipalité de Saint-Mathieu-du-Parc et la Commission de protection du territoire agricole du Québec (CPTAQ), la chanteuse Nathalie Simard et son conjoint ont mis en vente leur cabane à sucre. La municipalité souhaite préserver l'intégrité de cette zone agricole et ne rien changer au zonage, ce qui contraint les propriétaires de la cabane à prendre cette décision.

### Retour à la chanson et conférences
En décembre 2018, elle devient porte-parole de « La bouée », un organisme qui dénonce toute forme de violences et abus. Une trilogie est sortie le 12 février 2019. Il s'agit d'un nouvel album intitulé Je veux vivre, accompagné d'un livre regroupant des témoignages de victimes de violence. Le tout est relié à une série de spectacles-conférences portant sur les différents types de violence.
En avril 2019, Nathalie Simard annonce une tournée pour l'automne sous le titre L'amour a pris son temps' où elle va célébrer ses 40 ans de carrière. Elle va faire une grande place aux chansons qui ont jalonné son parcours musical et professionnel. En marge de cette sortie, un album compilation regroupant ses plus grands succès est également mis en vente en septembre. La tournée s'étend jusqu'en 2020. En plus de celle-ci, Nathalie continue de donner des conférences sur les différents types de violence un peu partout au Québec.
En décembre 2019, la chanteuse fait également partie de la nouvelle distribution du spectacle Noël une tradition en chanson présenté du 1er au 23 décembre. Elle chante alors les plus beaux airs de Noël avec Marie-Élaine Thibert, Brigitte Boisjoli, Yoan, Marie-Michèle Desrosiers, Christian Marc Gendron et Marie Denise Pelletier
En septembre 2020, la chanteuse obtient une chronique hebdomadaire dans le magazine La Semaine, où elle répond aux gens qui lui font des confidences et ce, sur tous les sujets.
En mai 2021, elle sort un magazine sur la santé : Simplement bien avec Nathalie. Forte de son expérience personnelle et accompagnée par une équipe d'experts, Nathalie Simard propose des outils et alternatives pour débuter une démarche santé.
Nathalie devient animatrice à la radio Country Pop 92,9 en Mauricie, dès septembre. Elle possède sa propre émission Vos midis avec Nathalie. Au menu : demandes spéciales des auditeurs, discussions sur l'actualité et chroniques variées sur la santé et le bien-être proposées par des chroniqueurs chevronnés.
En octobre 2022, Nathalie annonce qu'elle a participé en juillet dernier à l'émission de téléréalité Sortez-moi d'ici, produite par TVA et qui sera télédiffusée à l'antenne l'hiver suivant. L'émission se déroule au Costa Rica et Nathalie en est l'une des finalistes. En novembre 2022, elle sort une nouvelle version de la chanson Tourne la page dans le nouveau mini-album du groupe a cappella Qw4rtz. L'album s'intitule A Cappella Héros.
En février 2023, Nathalie Simard et Marianne St-Gelais se rendent de nouveau au Costa Rica et enregistrent les 10 émissions de Sortez-moi d'ici! ... mais pas tout de suite, télédiffusés au Canal Évasion à partir du 15 mai. Le but de la série télévisée est de faire découvrir ce pays aux téléspectateurs. En juillet de la même année, Nathalie annonce qu'elle va bientôt enregistrer un album de Noël. Cet album sort le 3 novembre et se hisse rapidement en deuxième position du palmarès québécois sur iTunes derrière Taylor Swift.
En mai 2024, Nathalie Simard annonce qu'elle animera la téléréalité Nouvelle chance pour l'amour à l'automne au réseau TVA. En juillet, on apprend que cette émission va plutôt s'intituler Ma mère, ton père, qui est l'adaptation québécoise d'un format très populaire au Royaume-Uni, appelé My Mum, Your Dad.

### Vie privée
Nathalie Simard avait épousé Lévis Guay en 2008. En décembre 2023, elle annonce la séparation de son couple.

## Livres
- Les chemins de ma liberté, Nathalie Simard, Éditions Les Intouchables, 2015.
- Briser le silence, biographie, Michel Vastel, Éditions Libre Expression, 2005.
- René et Nathalie Simard : les enfants chéris du showbiz, Danielle et Claudine Bachand, Éditions Québecor, 1983.

## Télévision
- 2024 : Ma mère, ton père (émission de téléréalité)
- 2023 : Sortez-moi d'ici... mais pas tout de suite
- 1999-2000 : Décibel (émission de variétés)
- 1988-1990 : Les Mini-Stars de Nathalie (émission jeunesse)
- 1985-1988 : Le Village de Nathalie (émission jeunesse)

## Cinéma
- 2005 : Les Voleurs d'enfance : Nathalie Simard est l'une des personnes invitées à parler de son vécu
- 2002 : Station Nord : rôle de Comète, un renne du père Noël

## Spectacles
- 1983 : René et Nathalie en concert (partout au Québec et à la Place des Arts)
- 1991-1992 : Tournée Au Maximum
- 1995 : Demain matin Montréal m'attend : elle interprète le rôle de Cream (mise en scène de Denise Filiatrault)
- 1995 : Jeanne La Pucelle : elle interprète différents rôles
- 1999 : Demain matin Montréal m'attend : elle obtient le rôle principal, celui de Louise Tétrault (mise en scène de Denise Filiatrault)
- 2001 : La revue musicale Qu'est-ce qu'on attend pour être heureux? (mise en scène de Lorraine Beaudry)
- 2007 : Tournée Il y avait un jardin (mise en scène de Joël Legendre)
- 2019-2020 : Tournée L'amour a pris son temps : 40 ans de carrière
- Décembre 2019 : Tournée Noël une tradition en chanson (mise en scène de François Chénier)

## Discographie
- 2023 - Mon Noël
- 2019 - L'amour a pris son temps (compilation)
- 2019 - Je veux vivre
- 2007 - Il y avait un jardin
- 1997 - Une femme, un enfant (compilation)
- 1994 - Parole de femme
- 1990 - Au maximum
- 1988 - René et Nathalie Simard (avec René Simard)
- 1987 - Joyeux Noël à tous les enfants
- 1986 - Le Village de Nathalie Vol. 3
- 1986 - Le Village de Nathalie Vol. 2
- 1986 - Le Village de Nathalie Vol. 1
- 1985 - 15 grands succès de Nathalie (compilation)
- 1985 - Nathalie Simard
- 1984 - Chante avec Nathalie
- 1984 - J'ai rencontré le Père Noël (bande originale québécoise)
- 1983 - René et Nathalie en concert
- 1983 - Sur la plage (avec René Simard)
- 1983 - Animauville
- 1982 - Ouvre-moi la porte
- 1981 - Noël avec Nathalie et les Petits Chanteurs de Granby
- 1981 - La Rentrée... Nathalie
- 1980 - Je n'aurais jamais dû partir
- 1980 - Nathalie chante pour ses amis
- 1979 - Joyeux Noël... Nathalie
- 1972 - Le Temps des Fêtes chez la famille Simard à l'Île d'Orléans

Autres albums non vendus en magasin : voir Discogs,.

## Récompenses

### Gala de l'ADISQ
| Année | Catégorie                                      | Pour                                                 | Résultat   |
| ----- | ---------------------------------------------- | ---------------------------------------------------- | ---------- |
| 1982  | microsillon de l'année - populaire             | Noël avec Nathalie et les petits chanteurs de Granby | nomination |
| 1983  | artiste s'étant le plus illustré hors-Québec   | Nathalie Simard                                      | nomination |
| 1983  | microsillon de l'année - populaire             | Nathalie Simard                                      | nomination |
| 1983  | microsillon le plus vendu                      | La danse des canards                                 | lauréat    |
| 1983  | spectacle de l'année - musique et chansons     | Nathalie et René Simard (avec René Simard)           | nomination |
| 1984  | microsillon de l'année - enfants               | Animauville                                          | nomination |
| 1985  | interprète féminine de l'année                 | Nathalie Simard                                      | nomination |
| 1985  | microsillon de l'année                         | Chante avec Nathalie                                 | nomination |
| 1985  | microsillon de l'année - enfants               | Chante avec Nathalie                                 | nomination |
| 1985  | microsillon de l'année - enfants               | La guerre des tuques (avec artistes variés)          | lauréat    |
| 1985  | microsillon de l'année - enfants               | Mes amis les câlinours (avec artistes variés)        | nomination |
| 1986  | microsillon de l'année - enfants               | Le village de Nathalie vol. 1                        | nomination |
| 1986  | spectacle de l'année - musique et chansons pop | René et Nathalie en spectacle (avec René Simard)     | nomination |
| 1987  | microsillon de l'année - enfants               | Le village de Nathalie vol. 2                        | nomination |
| 1988  | 45 tours ou 12 pouces le plus vendu            | Tourne la page (avec René Simard)                    | lauréat    |
| 1988  | chanson populaire de l'année                   | Tourne la page (avec René Simard)                    | nomination |
| 1988  | microsillon de l'année - enfants               | Joyeux noël à tous les enfants                       | lauréat    |
| 1988  | vidéoclip de l'année                           | Tourne la page (avec René Simard)                    | lauréat    |
| 1989  | interprète féminine de l'année                 | Nathalie Simard                                      | nomination |
| 1989  | microsillon de l'année - pop-rock              | René et Nathalie Simard (avec René Simard)           | nomination |
| 1991  | chanson populaire de l'année                   | À ton départ                                         | nomination |
| 1991  | microsillon de l'année - pop/rock              | Au maximum                                           | nomination |
| 2024  | Album de l’année – Succès populaire            | Mon Noël                                             | nomination |

### Prix MetroStar
| Année | Catégorie                                                    | Pour            | Résultat   |
| ----- | ------------------------------------------------------------ | --------------- | ---------- |
| 1986  | jeune artiste de l'année (homme ou femme de moins de 18 ans) | Nathalie Simard | nomination |
| 1989  | artiste préféré - émissions jeunesse                         | Nathalie Simard | lauréat    |
| 1990  | artiste - émission pour enfants                              | Nathalie Simard | nomination |

### Autres prix
- 11 disques d'or
- 8 disques platine
- 2 disques double platine